# 小林昌二
小林 昌二（こばやし しょうじ、1942年12月6日 - ）は、日本の歴史学者、専門は日本古代史。新潟大学名誉教授。新潟市歴史博物館館長。新潟県出身。

## 略歴
新潟市沼垂生まれ。新潟高校から京都大学文学部国史学科へ進み、1966年卒業。72年には同大学院文学研究科博士課程単位取得退学。
1974年に愛媛大学教育学部助手となり、75年講師、76年助教授に昇任した。1986年に新潟大学人文学部教授となり、2008年に定年退職し同大名誉教授となる。同年、帝京大学文学部教授となり、2015年に退職した。
2010年からは、新潟市歴史博物館館長を務めている。承平天慶の乱や渟足柵の研究に取り組んでいる。
2024年、瑞宝中綬章受章。

## 学位
1997年「日本古代の村落と農民支配」で京大文学博士。

## 著書
- 『日本古代の村落と農民支配』塙書房 2000
- 『古代新潟の歴史を訪ねる』新潟日報事業社 ブックレット新潟大学 2004
- 『高志の城柵 謎の古代遺跡を探る』高志書院 新大人文選書 2005

### 共編
- 『古代王権と交流 3 越と古代の北陸』編 名著出版 1996
- 『古代の越後と佐渡』編 高志書院 環日本海歴史民俗学叢書 2005
- 『日本海域歴史大系 第1巻（古代編1）』監修 小嶋芳孝共編 清文堂出版 2005